# 国務委員会演奏団
国務委員会演奏団（こくむいいんかいえんそうだん、朝鮮語：국무위원회연주단）は朝鮮民主主義人民共和国（北朝鮮）の楽団である。同国の行政府にあたる朝鮮民主主義人民共和国国務委員会直属の楽団である。公演や音楽制作を行うほか、儀式や行事の音楽も担当する。金正恩政権下では牡丹峰楽団、青峰楽団に続いて結成された楽団であり、2025年時点で同国の「音楽政治」において重要な立ち位置を占める存在として認識されている。

## 概要
2020年1月25日に金正恩朝鮮労働党総書記の観覧の下、平壌市の三池淵劇場で行われた旧正月記念公演の報道でこの演奏団の存在が初めて明らかになった。同年10月10日未明に金日成広場で行われた朝鮮労働党創建75周年慶祝閲兵式で、朝鮮人民軍軍楽団(現・国防省中央軍楽団)とともに閲兵音楽を担当した。
翌2021年4月、4.25文化会館で行われた朝鮮労働党第6回細胞秘書（＝書記）大会記念公演に功勲国家合唱団や三池淵管弦楽団との合同で公演に出演した。同年6月に金正恩総書記の観覧の下、朝鮮労働党中央委員会本部庁舎で単独公演が行われ、当演奏団名義で新曲が複数発表された。同年7月には三池淵劇場で単独公演が行われた。
2025年現在、所属歌手は主に功勲国家合唱団や三池淵管弦楽団などとの合同公演に出演し、演奏家は主に宴会などの行事で演奏している。

## 楽団編成・演奏形態
弦楽器を中心とする中規模のオーケストラで構成されるが、エレキギターやキーボードといった電子楽器を積極的に使用する。また、功勲国家合唱団の男声コーラスと共演する事が多い。
テンポの早い編曲やエレキギターによるディストーション、キーボードによる多彩な音色を楽曲に取り入れており、牡丹峰楽団を彷彿とさせる演奏スタイルを持つ側面もある。

## 指揮者・創作家
- リ・ミョンイル(리명일) - 団長兼指揮者、功勲芸術家。（元銀河水管弦楽団指揮者。元金元均名称音楽総合大学講座長）。化学者李升基の孫。
- パン・チョルチン(チョルジン)(방철진) - 指揮者。（元国立交響楽団指揮者）
- パク・ミョンソン(박명성) - 作曲家。（元功勲国家合唱団作曲家）
- カン・チョルボン(강철봉) - 作曲家。（元牡丹峰楽団、青峰楽団作曲家）
- アン・リョングォン(안룡권) - 作曲家。
- キム・ヒョニル(ヒョンイル)(김현일) - 作曲家。

など。

## 演奏家
- ウ・ヘヨン(우혜영) - 楽長、ヴァイオリン。（元万寿台芸術団三池淵楽団、三池淵管弦楽団）
- キム・スミョン(김수명) - ヴァイオリン。（元銀河水管弦楽団、青峰楽団）
- ユ・ウンジョン(유은정) - チェロ。（元牡丹峰楽団、三池淵管弦楽団）

など。

## 歌手

### 女声
- キム・オクチュ(김옥주) - 人民俳優。(元牡丹峰重唱組、青峰楽団、牡丹峰楽団、三池淵管弦楽団)
- チャ・ユンミ(차윤미) -（元三池淵管弦楽団〈推定〉）
- チェ・ソリ(ソルヒ)(최설희) -（元銀河水管弦楽団。元金星学院（中国語版）教員）
- キム・チョン(김청) -（元青峰楽団、三池淵管弦楽団）
- ロ・ギョンミ(로경미) -（元青峰楽団、三池淵管弦楽団）
- キム・ジュオク(김주옥) -（元三池淵管弦楽団〈推定〉）

### 男声
- キム・テリョン(김태룡) -（元銀河水管弦楽団、功勲国家合唱団）
- ハン・ホンミョン(한홍명)
- チェガル・ヒョク(제갈혁) -（元功勲国家合唱団）
- シン・ヘソン(신해성) -（元朝鮮人民軍協奏団、功勲国家合唱団）

## 公演
朝鮮中央通信の記事を配信している東京の朝鮮通信社のサイト、ブログ『北朝鮮報道で書かれないこと』内の記事、朝鮮総連が実質的に運用するYouTubeチャンネル『elufatv』、YouTubeチャンネル『supersuhui』を元に作成。
楽団として出演したものに限る。いずれも平壌市にて開催。

### 2020年
- 1月25日：旧正月記念公演（三池淵劇場、三池淵管弦楽団・功勲国家合唱団との共演）
- 7月26日：「白頭山拳銃」授与式(朝鮮労働党中央委員会本部庁舎、儀式音楽)[7]
- 10月10日：朝鮮労働党創建75周年慶祝閲兵式(金日成広場、閲兵音楽)

### 2021年
- 1月14日：朝鮮労働党第8回大会記念閲兵式(金日成広場、閲兵音楽)
- 2月16日：光明星節(金正日総書記の誕生日)記念公演(万寿台芸術劇場、功勲国家合唱団との共演)
- 4月10日、11日：朝鮮労働党第6回細胞秘書大会記念公演(4.25文化会館、功勲国家合唱団・三池淵管弦楽団との共演)
- 4月15日：太陽節(金日成主席の誕生日)慶祝重要芸術団体の合同公演『永遠に党に従う』《영원히 당을 따라》(上記と同じ)[8]
- 6月20日(報道日)：初の単独公演(朝鮮労働党中央委員会本部庁舎)[9]
- 7月2日～7日(推定)[10]：平壌市民向けの単独公演(三池淵劇場)[11][12]
- 7月29日：朝鮮人民軍第1回指揮官・政治イルクン(幹部)講習会 参加者向けの公演(三池淵劇場)[13]
- 9月9日：朝鮮民主主義人民共和国創建73周年慶祝 民間及び安全武力閲兵式(金日成広場、閲兵音楽)

### 2022年
- 2月1日：旧正月慶祝公演(万寿台芸術劇場、功勲国家合唱団などとの共演)

### 2025年
- 2月16日：金正日総書記生誕83周年慶祝公演(万寿台芸術劇場、功勲国家合唱団などとの共演)

## 主な楽曲
国務委員会演奏団名義である事が判明している楽曲のみ。

### 2021年
- 『我らの母』《우리 어머니》(キム・オクチュ、チャ・ユンミ)
- 『その情に従う』《그 정을 따르네》(キム・オクチュ)
- 『お母さん』《어머니》(キム・オクチュ)
- 『母を愛しています』《어머니를 사랑합니다》(チャ・ユンミ)
- (カバー曲)『戦勝の祝砲よ語れ』《전승의 축포여 말하라》(キム・オクチュ、チャ・ユンミ)〈オリジナルは牡丹峰楽団〉

### 2024年
- 『戦勝の年代とともに』《전승의 년대와 더불어》(キム・オクチュ他3名、功勲国家合唱団と共演)
- 『祖国に対する歌』《조국에 대한 노래》(キム・オクチュ)